# Артемідор Далдіанський
Артемідор Далдіанський (дав.-гр. Ἀρτεμίδωρος ὁ Δαλδιανός; I-II століття) — давньогрецький письменник часів Римської імперії. Походив з м. Ефес, проте названий Далдіанським за містом народження його матері — Далдом у Лікії (Мала Азія). Народився наприкінці 90-х років н. е. або у перші роки II ст. Тривалий час подорожував азійськими провінціями Римської імперії, Грецією та Італією, збираючи матеріали для своїх робіт. Помер на початку правління імператора Коммода.

## Творчість
Основними темами розвідок Артемідора було тлумачення снів та ворожба. Цьому він присвятив найвідоміший свій твір «Снотлумач», де розповідається про усі види та типи снів й що вони віщують хазяїну у майбутньому. Загалом дається опис 3 тисячі снів. Ця книга цікава також тим, що відбиває уявлення людей того часу, їхнє соціальне життя, вірування.
Іншим значним твором є книга, присвячена пташиному польоту, ворожбі за рухом птахів («Птахотлумач»). Втім ця праця дотепер не збереглася. У доробку Артемідор є праця «Хіромантія», яка теж не збереглася. Втім з інших джерел відомо, що автор вороже ставився до цієї ворожбі по руці.